# Ordre de Sainte-Catherine (fédération de Russie)
Pour les articles homonymes, voir Ordre de Sainte-Catherine (homonymie).
L’ordre de Sainte-Catherine, la grande martyre (en russe : Орден Святой великомученицы Екатерины), est une distinction honorifique civile de la fédération de Russie, décernée depuis 2012. 

## Histoire
Par oukaze du président de la fédération de Russie Dmitri Medvedev en date du 3 mai 2012, l'« ordre de la Sainte grande martyre Catherine » est recréé, s'inspirant de l’ordre impérial éponyme.

## Statut
Il est destiné à récompenser les Russes et les étrangers pour leurs contributions exceptionnelles au maintien de la paix, à la charité, aux efforts humanitaires et à la préservation du patrimoine culturel.